# Tiffany Darwish
 (juillet 2017).
- Si vous ne connaissez pas le sujet, laissez ce bandeau (vous pouvez alors contacter les auteurs).
- Si vous supprimez le contenu mis en cause (vous pouvez préalablement contacter les auteurs),

argumentez précisément cette suppression dans la page de discussion
(un manque de référence n'est pas un argument ; une recherche réelle de référence doit avoir été effectuée, être formellement documentée).
 (juillet 2017).
Si vous disposez d'ouvrages ou d'articles de référence ou si vous connaissez des sites web de qualité traitant du thème abordé ici, merci de compléter l'article en donnant les références utiles à sa vérifiabilité et en les liant à la section « Notes et références ».
Pour les articles homonymes, voir Darwish.
Tiffany Renee Darwish, née le 2 octobre 1971, dite Tiffany, est une chanteuse américaine qui a connu une période de popularité durant les années 1980, principalement pour ses tubes I Think We're Alone Now (Top 9 en France) et Radio Romance (Top 18 en France). 

## Biographie
Tiffany est née à Norwalk, en Californie, son père est James Robert Darwish (d'ascendance libanaise) et Janie Wilson (de souche irlandaise et d'une ascendance cherokee lointaine). Ses parents ont divorcé quand elle était très jeune.

## Carrière
A l'âge de quatre ans, elle apprend les mots de la chanson Delta Dawn et elle commence à la chanter souvent. Le groupe New Kids on the Block alors peu connu du grand public, fait la première partie de ses spectacles. En 1988, au sommet de sa popularité, Tiffany se retrouve au milieu d'un conflit entre son directeur (George Tobin), sa mère et son beau-père sur le contrôle de sa carrière et des profits. Cela mène à une lutte judiciaire qui inclut une tentative de Tiffany pour se déclarer mineure émancipée. Cela est rejeté par la cour, mais sa grand-mère devient son tuteur temporaire. Malheureusement, les batailles juridiques mettent un terme à la carrière de la chanteuse. À partir de 1988, elle produit plus de sept albums. Parmi ceux-ci : New Inside en 1990, The Color of Silence en 2000 (bonne critique de la presse). La chanteuse a vendu plus de 14 millions de disques. Ses titres les plus connus sont I Think We're Alone Now et Radio Romance.

## Vie privée
En 1992, Tiffany se marie avec le maquilleur Bulmaro Garcia. Elle donne naissance à un fils, Elijah Garcia, né le 17 septembre 1992. Divorcée de son premier mari le 1er août 2004, Tiffany épouse un britannique, Benn George, et elle alterne son temps entre Cannock en Angleterre et Los Angeles. En avril 2002, elle apparait dans le numéro d'avril de Playboy. Elle fait une courte apparition dans la série How I Met Your Mother dans le clip intitulé Sandcastles in the sand de Robin Sparkles (saison 3, épisode 16).

## Filmographie
- 1990 : Les Jetson, le film : Judy Jetson (voix)
- 2010 : Mega Piranha : Sarah Monroe
- 2011 : Mega-Python Vs. Gatoroid : Park Ranger Terry O'Hara

## Discographie
- Tiffany (en) (mai 1987)
- Hold an Old Friend's Hand (novembre 1988)
- New Inside (octobre 1990)
- Dreams Never Die (novembre 1993)
- Greatest Hits (1996)
- The Color of Silence (novembre 2000)
- Dust Off and Dance (2005)
- Just Me (juin 2007)
- Rose Tatoo (mars 2011)
- A Million Miles (mai 2016)
- Pieces Of Me (septembre 2018)